# Marinedenkmal (Stavanger)

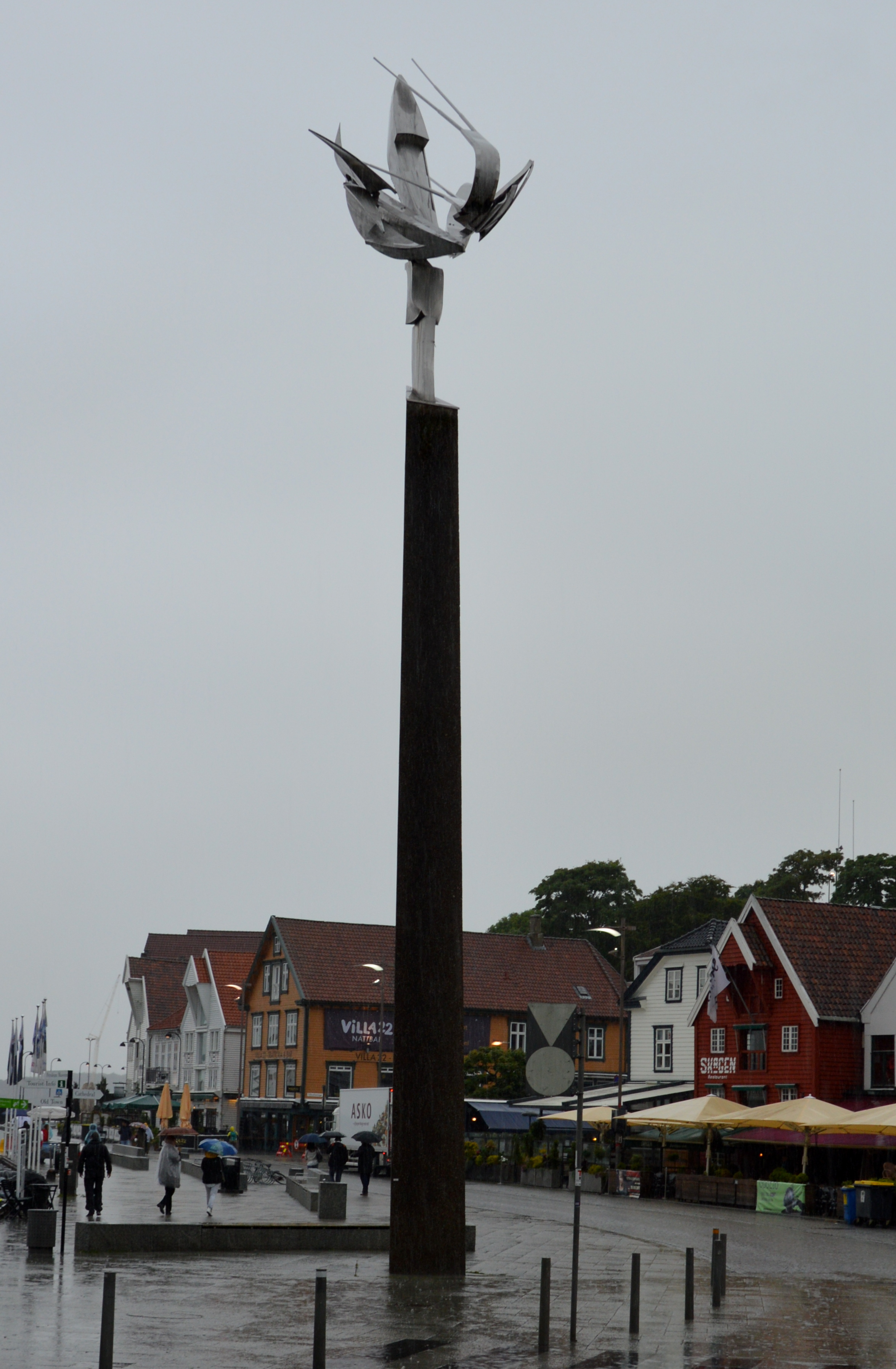
Marinedenkmal in Stavanger, 2017

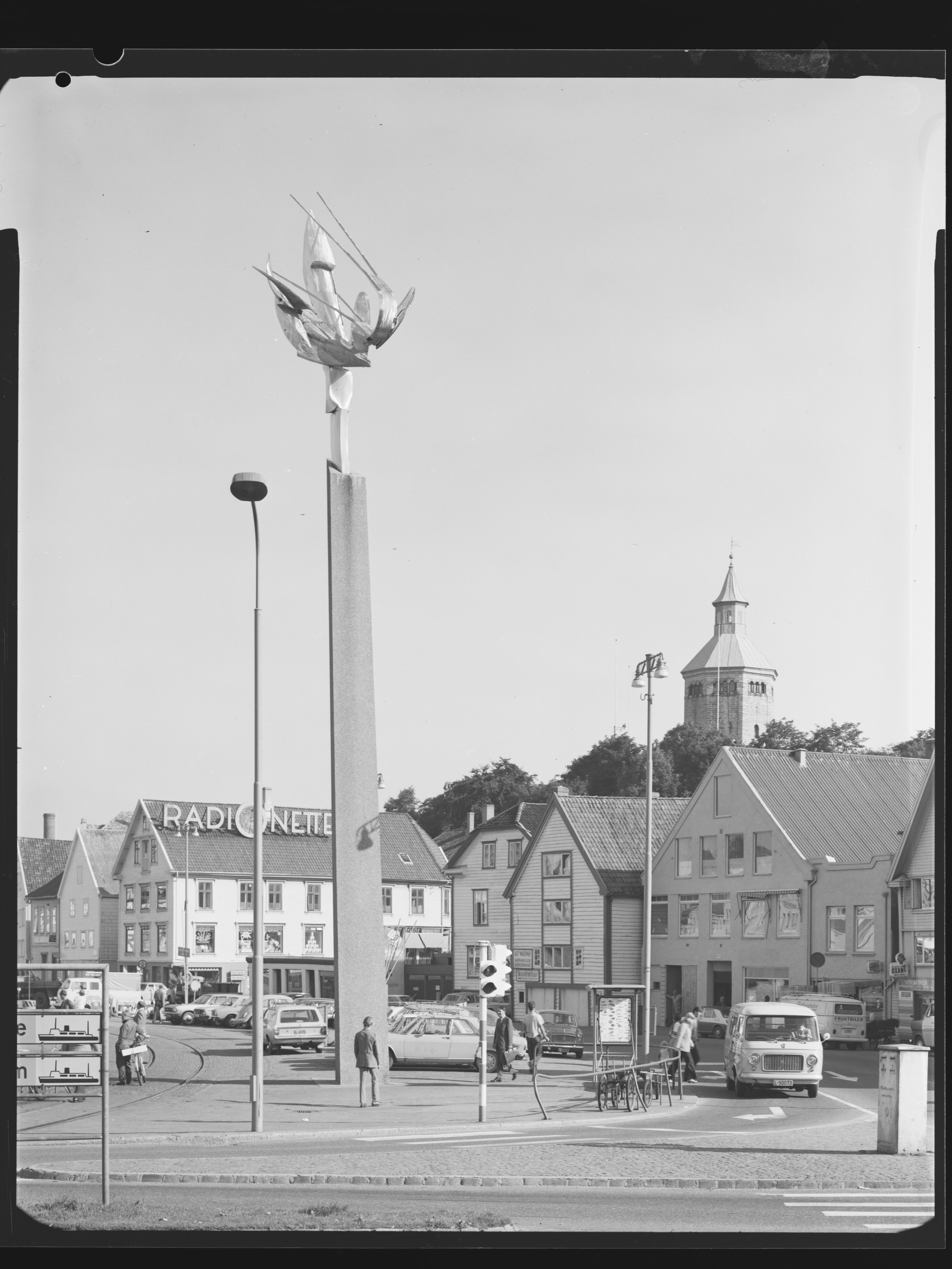
1973

Das Marinedenkmal (norwegisch Sjøfartsmonumentet) ist ein Denkmal in der norwegischen Stadt Stavanger. Es erinnert an alle auf See umgekommenen Seeleute.
Das Denkmal befindet sich auf dem Fischmarkt (Fisketorget) der Stadt, am südlichen Ende des Hafens Vågen.
Errichtet wurde das Denkmal im Jahr 1968 durch den Künstler Arnold Haukeland und am 7. Juni 1968 enthüllt. Gestiftet wurde es vom Reeder Sigval Bergesen, wobei die Gemeinde Stavanger den Sockel finanziert. Die auf einem sehr hohen dreieckigen Sockel stehende Skulptur, wurde aus sieben Teilen sieben verschiedener Schiffe gestaltet. Im Volksmund wird das auffällige Denkmal Krevette genannt.